# Pusiola tocha
Pusiola tocha är en fjärilsart som beskrevs av Sergius G. Kiriakoff 1954. Pusiola tocha ingår i släktet Pusiola och familjen björnspinnare. Inga underarter finns listade.